# Tour dos Alpes Marítimos e de Var de 2020
A 52.ª edição da competição ciclista Tour dos Alpes Marítimos e de Var (chamado oficialmente: Tour Cycliste International du Var et des Alpes Maritimes) foi uma carreira de ciclismo de estrada por etapas que se celebrou entre 21 e 23 de fevereiro de 2020 na França com início na cidade de Le Cannet e final na cidade de Toulon, sobre uma distância total de 480,5 km.
A carreira fez parte do UCI Europe Tour de 2020, calendário ciclístico dos Circuitos Continentais da UCI, dentro da categoria 2.1 e foi vencida pelo colombiano Nairo Quintana do Arkéa Samsic. Completaram o pódio, como segundo e terceiro classificado respectivamente, o francês Romain Bardet da AG2R La Mondiale e australiano Richie Porte da Trek-Segafredo.

## Equipas participantes
Tomaram parte na carreira 18 equipas: 8 de categoria UCI WorldTeam convidados pela organização, 7 de categoria UCI ProTeam e 3 de categoria Continental. Formaram assim um pelotão de 123 ciclistas dos que acabaram 105. As equipas participantes foram:
| Equipes WorldTeam (8)- AG2R La Mondiale - CCC Team - Cofidis - EF Pro Cycling - Groupama-FDJ - NTT Pro Cycling - Team Sunweb - Trek-Segafredo Equipes ProTeam (7)- Arkéa-Samsic - Bingoal-Wallonie Bruxelles - B&B Hotels-Vital Concept p/b KTM - Nippo Delko One Provence - Rally Cycling - Riwal Readynez - Total Direct Énergie Equipes Continentais (3)- Saint Michel-Auber 93 - Swiss Racing Academy - Natura4Ever-Roubaix Lille Métropole |
| |

## Percorrido
O Tour dos Alpes Marítimos e de Var dispôs de três etapas dividido numa etapa escarpada, e duas etapas em media montanha, para um percurso total de 480,5 quilómetros.
| Etapa | Data    | Percurso                     | type            | Distância (km) | Vencedor       | Líder geral    |
| ----- | ------- | ---------------------------- | --------------- | -------------- | -------------- | -------------- |
| 1     | 21 fev. | Le Cannet – Grasse           | etapa escarpada | 186,8          | Anthony Perez  | Anthony Perez  |
| 2     | 22 fev. | Pégomas – Col d'Èze          | média montanha  | 175,7          | Nairo Quintana | Nairo Quintana |
| 3     | 23 fev. | La Londe-les-Maures – Toulon | etapa escarpada | 136            | Julien Bernard | Nairo Quintana |

## Desenvolvimento da carreira

### 1.ª etapa
| Le Cannet - Grasse | etapa escarpada | (186,8 km) |

| \| Classificação por etapas \| Classificação por etapas \| Classificação por etapas \| Classificação por etapas \| Classificação por etapas \| \| Ciclista \| Ciclista \| Equipe \| Tempo \| \| \| ------------------------ \| ------------------------ \| ------------------------ \| ------------------------ \| ------------------------ \| \| 1. \| Anthony Perez \| Cofidis \| 4h54m03s \| \| \| 2. \| Anthony Turgis \| Total Direct Énergie \| + 2s \| \| \| 3. \| Michael Storer \| Team Sunweb \| + 4s \| \| \| 4. \| Thibaut Pinot \| Groupama-FDJ \| + 6s \| \| \| 5. \| Attila Valter \| CCC Team \| + 6s \| \| \| 6. \| Simon Clarke \| EF Pro Cycling \| + 6s \| \| \| 7. \| Benoît Cosnefroy \| AG2R La Mondiale \| + 6s \| \| \| 8. \| Julien El Fares \| Nippo-Delko One Provence \| + 6s \| \| \| 9. \| Lilian Calmejane \| Total Direct Énergie \| + 6s \| \| \| 10. \| Romain Bardet \| AG2R La Mondiale \| + 6s \| \| |                  |                          |          |
| |                  |                          |          |
| Fonte: ProCyclingStats |                  |                          |          |
| Classificação por etapas |                  |                          |          |
| Ciclista | Ciclista         | Equipe                   | Tempo    |
| 1. | Anthony Perez    | Cofidis                  | 4h54m03s |
| 2. | Anthony Turgis   | Total Direct Énergie     | + 2s     |
| 3. | Michael Storer   | Team Sunweb              | + 4s     |
| 4. | Thibaut Pinot    | Groupama-FDJ             | + 6s     |
| 5. | Attila Valter    | CCC Team                 | + 6s     |
| 6. | Simon Clarke     | EF Pro Cycling           | + 6s     |
| 7. | Benoît Cosnefroy | AG2R La Mondiale         | + 6s     |
| 8. | Julien El Fares  | Nippo-Delko One Provence | + 6s     |
| 9. | Lilian Calmejane | Total Direct Énergie     | + 6s     |
| 10. | Romain Bardet    | AG2R La Mondiale         | + 6s     |

| \| Classificação geral \| Classificação geral \| Classificação geral \| Classificação geral \| Classificação geral \| \| Ciclista \| Ciclista \| Equipe \| Tempo \| \| \| ------------------- \| ------------------- \| ------------------------ \| ------------------- \| ------------------- \| \| 1. \| Anthony Perez \| Cofidis \| 4h54m03s \| \| \| 2. \| Anthony Turgis \| Total Direct Énergie \| + 2s \| \| \| 3. \| Michael Storer \| Team Sunweb \| + 4s \| \| \| 4. \| Thibaut Pinot \| Groupama-FDJ \| + 6s \| \| \| 5. \| Attila Valter \| CCC Team \| + 6s \| \| \| 6. \| Simon Clarke \| EF Pro Cycling \| + 6s \| \| \| 7. \| Benoît Cosnefroy \| AG2R La Mondiale \| + 6s \| \| \| 8. \| Julien El Fares \| Nippo-Delko One Provence \| + 6s \| \| \| 9. \| Lilian Calmejane \| Total Direct Énergie \| + 6s \| \| \| 10. \| Romain Bardet \| AG2R La Mondiale \| + 6s \| \| |                  |                          |          |
| |                  |                          |          |
| Fonte: ProCyclingStats |                  |                          |          |
| Classificação geral |                  |                          |          |
| Ciclista | Ciclista         | Equipe                   | Tempo    |
| 1. | Anthony Perez    | Cofidis                  | 4h54m03s |
| 2. | Anthony Turgis   | Total Direct Énergie     | + 2s     |
| 3. | Michael Storer   | Team Sunweb              | + 4s     |
| 4. | Thibaut Pinot    | Groupama-FDJ             | + 6s     |
| 5. | Attila Valter    | CCC Team                 | + 6s     |
| 6. | Simon Clarke     | EF Pro Cycling           | + 6s     |
| 7. | Benoît Cosnefroy | AG2R La Mondiale         | + 6s     |
| 8. | Julien El Fares  | Nippo-Delko One Provence | + 6s     |
| 9. | Lilian Calmejane | Total Direct Énergie     | + 6s     |
| 10. | Romain Bardet    | AG2R La Mondiale         | + 6s     |

### 2.ª etapa
| Pégomas - Col d'Èze | média montanha | (175,7 km) |

| \| Classificação por etapas \| Classificação por etapas \| Classificação por etapas \| Classificação por etapas \| Classificação por etapas \| \| Ciclista \| Ciclista \| Equipe \| Tempo \| \| \| ------------------------ \| ------------------------ \| -------------------------- \| ------------------------ \| ------------------------ \| \| 1. \| Nairo Quintana \| Arkéa-Samsic \| 4h44m17s \| \| \| 2. \| Simon Clarke \| EF Pro Cycling \| + 40s \| \| \| 3. \| Lilian Calmejane \| Total Direct Énergie \| + 40s \| \| \| 4. \| Thibaut Pinot \| Groupama-FDJ \| + 40s \| \| \| 5. \| Fausto Masnada \| CCC Team \| + 40s \| \| \| 6. \| Nicolas Roche \| Team Sunweb \| + 40s \| \| \| 7. \| Nicolas Edet \| Cofidis \| + 40s \| \| \| 8. \| Sam Oomen \| Team Sunweb \| + 40s \| \| \| 9. \| Romain Bardet \| AG2R La Mondiale \| + 40s \| \| \| 10. \| Laurens Huys \| Bingoal-Wallonie Bruxelles \| + 40s \| \| |                  |                            |          |
| |                  |                            |          |
| Fonte: ProCyclingStats |                  |                            |          |
| Classificação por etapas |                  |                            |          |
| Ciclista | Ciclista         | Equipe                     | Tempo    |
| 1. | Nairo Quintana   | Arkéa-Samsic               | 4h44m17s |
| 2. | Simon Clarke     | EF Pro Cycling             | + 40s    |
| 3. | Lilian Calmejane | Total Direct Énergie       | + 40s    |
| 4. | Thibaut Pinot    | Groupama-FDJ               | + 40s    |
| 5. | Fausto Masnada   | CCC Team                   | + 40s    |
| 6. | Nicolas Roche    | Team Sunweb                | + 40s    |
| 7. | Nicolas Edet     | Cofidis                    | + 40s    |
| 8. | Sam Oomen        | Team Sunweb                | + 40s    |
| 9. | Romain Bardet    | AG2R La Mondiale           | + 40s    |
| 10. | Laurens Huys     | Bingoal-Wallonie Bruxelles | + 40s    |

| \| Classificação geral \| Classificação geral \| Classificação geral \| Classificação geral \| Classificação geral \| \| Ciclista \| Ciclista \| Equipe \| Tempo \| \| \| ------------------- \| ------------------- \| -------------------- \| ------------------- \| ------------------- \| \| 1. \| Nairo Quintana \| Arkéa-Samsic \| 9h38m26s \| \| \| 2. \| Michael Storer \| Team Sunweb \| + 38s \| \| \| 3. \| Simon Clarke \| EF Pro Cycling \| + 40s \| \| \| 4. \| Thibaut Pinot \| Groupama-FDJ \| + 40s \| \| \| 5. \| Lilian Calmejane \| Total Direct Énergie \| + 40s \| \| \| 6. \| Fausto Masnada \| CCC Team \| + 40s \| \| \| 7. \| Romain Bardet \| AG2R La Mondiale \| + 40s \| \| \| 8. \| Attila Valter \| CCC Team \| + 40s \| \| \| 9. \| Sam Oomen \| Team Sunweb \| + 40s \| \| \| 10. \| Nicolas Edet \| Cofidis \| + 40s \| \| |                  |                      |          |
| |                  |                      |          |
| Fonte: ProCyclingStats |                  |                      |          |
| Classificação geral |                  |                      |          |
| Ciclista | Ciclista         | Equipe               | Tempo    |
| 1. | Nairo Quintana   | Arkéa-Samsic         | 9h38m26s |
| 2. | Michael Storer   | Team Sunweb          | + 38s    |
| 3. | Simon Clarke     | EF Pro Cycling       | + 40s    |
| 4. | Thibaut Pinot    | Groupama-FDJ         | + 40s    |
| 5. | Lilian Calmejane | Total Direct Énergie | + 40s    |
| 6. | Fausto Masnada   | CCC Team             | + 40s    |
| 7. | Romain Bardet    | AG2R La Mondiale     | + 40s    |
| 8. | Attila Valter    | CCC Team             | + 40s    |
| 9. | Sam Oomen        | Team Sunweb          | + 40s    |
| 10. | Nicolas Edet     | Cofidis              | + 40s    |

### 3.ª etapa
| La Londe-les-Maures - Toulon | etapa escarpada | (136 km) |

| \| Classificação por etapas \| Classificação por etapas \| Classificação por etapas \| Classificação por etapas \| Classificação por etapas \| \| Ciclista \| Ciclista \| Equipe \| Tempo \| \| \| ------------------------ \| --------------------------- \| -------------------------------- \| ------------------------ \| ------------------------ \| \| 1. \| Julien Bernard \| Trek-Segafredo \| 3h28m51s \| \| \| 2. \| Nans Peters \| AG2R La Mondiale \| + 3s \| \| \| 3. \| Lars van den Berg \| Équipe continentale Groupama-FDJ \| + 42s \| \| \| 4. \| Kenny Molly \| Bingoal-Wallonie Bruxelles \| + 1m18s \| \| \| 5. \| Eddy Finé \| Cofidis \| + 1m34s \| \| \| 6. \| Reinardt Janse van Rensburg \| NTT Pro Cycling \| + 2m10s \| \| \| 7. \| Nairo Quintana \| Arkéa-Samsic \| + 2m15s \| \| \| 8. \| Romain Bardet \| AG2R La Mondiale \| + 2m15s \| \| \| 9. \| Richie Porte \| Trek-Segafredo \| + 2m15s \| \| \| 10. \| Tanel Kangert \| EF Pro Cycling \| + 2m32s \| \| |                             |                                  |          |
| |                             |                                  |          |
| Fonte: ProCyclingStats |                             |                                  |          |
| Classificação por etapas |                             |                                  |          |
| Ciclista | Ciclista                    | Equipe                           | Tempo    |
| 1. | Julien Bernard              | Trek-Segafredo                   | 3h28m51s |
| 2. | Nans Peters                 | AG2R La Mondiale                 | + 3s     |
| 3. | Lars van den Berg           | Équipe continentale Groupama-FDJ | + 42s    |
| 4. | Kenny Molly                 | Bingoal-Wallonie Bruxelles       | + 1m18s  |
| 5. | Eddy Finé                   | Cofidis                          | + 1m34s  |
| 6. | Reinardt Janse van Rensburg | NTT Pro Cycling                  | + 2m10s  |
| 7. | Nairo Quintana              | Arkéa-Samsic                     | + 2m15s  |
| 8. | Romain Bardet               | AG2R La Mondiale                 | + 2m15s  |
| 9. | Richie Porte                | Trek-Segafredo                   | + 2m15s  |
| 10. | Tanel Kangert               | EF Pro Cycling                   | + 2m32s  |

## Classificações finais
- As classificações finalizaram da seguinte forma:[4]

### Classificação geral
| \| Classificação geral \| Classificação geral \| Classificação geral \| Classificação geral \| Classificação geral \| \| Ciclista \| Ciclista \| Equipe \| Tempo \| \| \| ------------------- \| ------------------- \| ------------------------ \| ------------------- \| ------------------- \| \| 1. \| Nairo Quintana \| Arkéa-Samsic \| 13h09m32s \| \| \| 2. \| Romain Bardet \| AG2R La Mondiale \| + 40s \| \| \| 3. \| Richie Porte \| Trek-Segafredo \| + 40s \| \| \| 4. \| Tanel Kangert \| EF Pro Cycling \| + 57s \| \| \| 5. \| Nicolas Edet \| Cofidis \| + 59s \| \| \| 6. \| Thibaut Pinot \| Groupama-FDJ \| + 1m04s \| \| \| 7. \| Nicolas Roche \| Team Sunweb \| + 1m06s \| \| \| 8. \| Julien El Fares \| Nippo-Delko One Provence \| + 1m06s \| \| \| 9. \| Fausto Masnada \| CCC Team \| + 1m10s \| \| \| 10. \| Attila Valter \| CCC Team \| + 1m14s \| \| |                 |                          |           |
| |                 |                          |           |
| Fonte: ProCyclingStats |                 |                          |           |
| Classificação geral |                 |                          |           |
| Ciclista | Ciclista        | Equipe                   | Tempo     |
| 1. | Nairo Quintana  | Arkéa-Samsic             | 13h09m32s |
| 2. | Romain Bardet   | AG2R La Mondiale         | + 40s     |
| 3. | Richie Porte    | Trek-Segafredo           | + 40s     |
| 4. | Tanel Kangert   | EF Pro Cycling           | + 57s     |
| 5. | Nicolas Edet    | Cofidis                  | + 59s     |
| 6. | Thibaut Pinot   | Groupama-FDJ             | + 1m04s   |
| 7. | Nicolas Roche   | Team Sunweb              | + 1m06s   |
| 8. | Julien El Fares | Nippo-Delko One Provence | + 1m06s   |
| 9. | Fausto Masnada  | CCC Team                 | + 1m10s   |
| 10. | Attila Valter   | CCC Team                 | + 1m14s   |

### Classificação da montanha
| Classificação da montanha | Classificação da montanha | Classificação da montanha  | Classificação da montanha | Classificação da montanha |
| Ciclista                  | Ciclista                  | Equipe                     | Pontos                    |                           |
| ------------------------- | ------------------------- | -------------------------- | ------------------------- | ------------------------- |
| 1.                        | Julien Bernard            | Trek-Segafredo             | 16 pts                    |                           |
| 2.                        | Damian Lüscher            | Swiss Racing Academy       | 14 pts                    |                           |
| 3.                        | Mathijs Paasschens        | Bingoal-Wallonie Bruxelles | 14 pts                    |                           |
| 4.                        | Anthony Turgis            | Total Direct Énergie       | 12 pts                    |                           |
| 5.                        | Nans Peters               | AG2R La Mondiale           | 12 pts                    |                           |
| 6.                        | Nigel Ellsay              | Rally Cycling              | 8 pts                     |                           |
| 7.                        | Léo Vincent               | Groupama-FDJ               | 6 pts                     |                           |
| 8.                        | Michael Gogl              | NTT Pro Cycling            | 6 pts                     |                           |
| 9.                        | Alessandro Fedeli         | Nippo-Delko One Provence   | 6 pts                     |                           |
| 10.                       | Kenny Molly               | Bingoal-Wallonie Bruxelles | 4 pts                     |                           |

### Classificação dos pontos
| Classificação por pontos | Classificação por pontos | Classificação por pontos | Classificação por pontos | Classificação por pontos |
| Ciclista                 | Ciclista                 | Equipe                   | Pontos                   |                          |
| ------------------------ | ------------------------ | ------------------------ | ------------------------ | ------------------------ |
| 1.                       | Nairo Quintana           | Arkéa-Samsic             | 39 pts                   |                          |
| 2.                       | Anthony Perez            | Cofidis                  | 37 pts                   |                          |
| 3.                       | Thibaut Pinot            | Groupama-FDJ             | 32 pts                   |                          |
| 4.                       | Simon Clarke             | EF Pro Cycling           | 30 pts                   |                          |
| 5.                       | Anthony Turgis           | Total Direct Énergie     | 30 pts                   |                          |
| 6.                       | Julien Bernard           | Trek-Segafredo           | 25 pts                   |                          |
| 7.                       | Eddy Finé                | Cofidis                  | 24 pts                   |                          |
| 8.                       | Lilian Calmejane         | Total Direct Énergie     | 23 pts                   |                          |
| 9.                       | Romain Bardet            | AG2R La Mondiale         | 21 pts                   |                          |
| 10.                      | Michael Storer           | Team Sunweb              | 21 pts                   |                          |

### Classificação dos jovens
| Classificação dos jovens | Classificação dos jovens | Classificação dos jovens   | Classificação dos jovens | Classificação dos jovens |
| Ciclista                 | Ciclista                 | Equipe                     | Tempo                    |                          |
| ------------------------ | ------------------------ | -------------------------- | ------------------------ | ------------------------ |
| 1.                       | Attila Valter            | CCC Team                   | 13h10m46s                |                          |
| 2.                       | Michael Storer           | Team Sunweb                | + 11s                    |                          |
| 3.                       | Laurens Huys             | Bingoal-Wallonie Bruxelles | + 5m38s                  |                          |
| 4.                       | Dorian Godon             | AG2R La Mondiale           | + 9m03s                  |                          |
| 5.                       | Georg Zimmermann         | CCC Team                   | + 11m29s                 |                          |
| 6.                       | Mark Donovan             | Team Sunweb                | + 11m32s                 |                          |
| 7.                       | Kenny Molly              | Bingoal-Wallonie Bruxelles | + 12m20s                 |                          |
| 8.                       | Eddy Finé                | Cofidis                    | + 12m36s                 |                          |
| 9.                       | Luis Villalobos          | EF Pro Cycling             | + 14m20s                 |                          |
| 10.                      | William Barta            | CCC Team                   | + 14m20s                 |                          |

### Classificação por equipas
| Classificação por equipes | Classificação por equipes  | Classificação por equipes | Classificação por equipes |
| Equipe                    | Equipe                     | Tempo                     |                           |
| ------------------------- | -------------------------- | ------------------------- | ------------------------- |
| 1.                        | Trek-Segafredo             | 39h29m59s                 |                           |
| 2.                        | Groupama-FDJ               | + 1m32s                   |                           |
| 3.                        | Team Sunweb                | + 3m13s                   |                           |
| 4.                        | CCC Team                   | + 4m06s                   |                           |
| 5.                        | AG2R La Mondiale           | + 4m28s                   |                           |
| 6.                        | Arkéa-Samsic               | + 7m15s                   |                           |
| 7.                        | EF Pro Cycling             | + 10m47s                  |                           |
| 8.                        | NTT Pro Cycling            | + 11m00s                  |                           |
| 9.                        | Nippo Delko One Provence   | + 16m56s                  |                           |
| 10.                       | Bingoal-Wallonie Bruxelles | + 21m00s                  |                           |

## Evolução das classificações
| Etapa                 | Vencedor              | Classificação geral | Classificação da montanha | Classificação dos pontos | Classificação dos jovens | Classificação por equipas |
| --------------------- | --------------------- | ------------------- | ------------------------- | ------------------------ | ------------------------ | ------------------------- |
| 1.ª                   | Anthony Perez         | Anthony Perez       | Anthony Turgis            | Anthony Perez            | Michael Storer           | Sunweb                    |
| 2.ª                   | Nairo Quintana        | Nairo Quintana      | Damian Lüscher            | Anthony Perez            | Michael Storer           | Sunweb                    |
| 3.ª                   | Julien Bernard        | Nairo Quintana      | Julien Bernard            | Nairo Quintana           | Attila Valter            | Trek-Segafredo            |
| Classificações finais | Classificações finais | Nairo Quintana      | Julien Bernard            | Nairo Quintana           | Attila Valter            | Trek-Segafredo            |

## Ciclistas participantes e posições finais
Convenções:
- AB-N: Abandono na etapa "N"
- FLT-N: Retiro por chegada fora do limite de tempo na etapa "N"
- NTS-N: Não tomou a saída para a etapa "N"
- DES-N: Desclassificado ou expulsado na etapa "N"

## UCI World Ranking
O Tour dos Alpes Marítimos e de Var outorgou pontos para o UCI World Ranking para corredores das equipas nas categorias UCI WorldTeam, UCI ProTeam e Continental. As seguintes tabelas são o barómetro de pontuação e os 10 corredores que obtiveram mais pontos:
| Posição             | 1.º | 2.º | 3.º | 4.º | 5.º | 6.º | 7.º | 8.º | 9.º | 10.º | 11.º | 12.º | 13.º-15.º | 16.º-25.º |
| Classificação geral | 125 | 85  | 70  | 60  | 50  | 40  | 35  | 30  | 25  | 20   | 15   | 10   | 5         | 3         |
| Por etapa           | 14  | 5   | 3   |     |     |     |     |     |     |      |      |      |           |           |
| Líder               | 3   |     |     |     |     |     |     |     |     |      |      |      |           |           |

| Classificação |                 |                            |       |       |       |       |
| Posição       | Ciclista        | Equipa                     | Geral | Etapa | Líder | Total |
| ------------- | --------------- | -------------------------- | ----- | ----- | ----- | ----- |
| 1.º           | Nairo Quintana  | Arkéa Samsic               | 125   | 14    | 3     | 142   |
| 2.º           | Romain Bardet   | AG2R La Mondiale           | 85    | -     | -     | 85    |
| 3.º           | Richie Porte    | Trek-Segafredo             | 70    | -     | -     | 70    |
| 4.º           | Tanel Kangert   | EF                         | 60    | -     | -     | 60    |
| 5.º           | Nicolas Edet    | Cofidis, Solutions Crédits | 50    | -     | -     | 50    |
| 6.º           | Thibaut Pinot   | Groupama-FDJ               | 40    | -     | -     | 40    |
| 7.º           | Nicolas Roche   | Sunweb                     | 35    | -     | -     | 35    |
| 8.º           | Julien El Fares | NIPPO DELKO One Provence   | 30    | -     | -     | 30    |
| 9.º           | Fausto Masnada  | CCC                        | 25    | -     | -     | 25    |
| 10.º          | Attila Valter   | CCC                        | 20    | -     | -     | 20    |